# Morón (Buenos Aires)
Morón is een plaats in het Argentijnse bestuurlijke gebied Morón in de provincie Buenos Aires. De plaats telt 92.725 inwoners.
De Argentijnse luchtmacht opereert hier met lichte vliegtuigen en helikopters.

## Religie
Morón is sinds 1957 de zetel van het rooms-katholieke bisdom Morón.

## Geboren
- Reynaldo Bignone (1928-2018), president van Argentinië (1982-1983) en generaal
- Margarita Stolbizer (1955), politica
- Marcelo Elizaga (1972), Argentijns-Ecuadoraans voetballer
- Matías Cahais (1987), voetballer
- Mariano Bíttolo (1990), voetballer
- Franco Cristaldo (1996), voetballer